# Нобле, Лиз
Лиз Нобле (фр. Lise Noblet; наст.имя Мари-Элизабет Нобле, фр. Marie-Élisabeth Noblet; 24 ноября 1801, Париж — сентябрь 1852, Париж) — французская балетная танцовщица.

## Биография
Родилась в многодетной семье ремесленника. Училась в школе при Парижской опере.
Дебютировала в 1819 году (или по данным Оксфордского словаря  и Шубертовского центра — в 1816 году) на балетной сцене Опера де Пари исполнением па-де-де в паре с Альбером-Декомбом. Танцевала главные партии в балетах Пьера Гарделя. Однако в 1820 году в театре происходят значительные изменения: Пьер Гардель, возглавлявший балетную труппу более тридцати лет, вынужден был покинуть этот пост, передав его Ж.-П.Омеру. И хотя П.Гардель еще создавал собственные постановки в Опера де Пари, на смену пришло новое поколение с новыми эстетическими воззрениями.
С 1821 по 1824 год балерина дала множество представлений на сцене Королевского театра в Лондоне, при этом продолжая работать в Парижской опере.
Приход в Парижскую оперу в 1827 году новой звезды Марии Тальони отодвинул Лизу Нобле на второй план. Она продолжала участвовать в большинстве постановок известных балетов («Сильфида», «Дева Дуная»), однако довольствовалась лишь вторыми ролями, все главные партии теперь доставались её сопернице. Счастливым исключением в этом списке стала роль немой Фенеллы в опере Обера «Немая из Портичи» в 1828 году.
Через некоторое время в Парижской опере появилась еще одна звезда — Ф.Эльслер, с которой Лиз Нобле тоже пришлось делить славу солистки в исполнении испанских танцев. Среди других партнеров и партнерш по сцене: Амели Легаллуа (Amélie Legallois), Фердинан (Ferdinand), Альбер, Мадам Мотессю (Pauline-Euphrosine Paul), Анатоль (Auguste-Anatole Petit) , Жозеф Мазилье, Жорж Эли, Луиза Эли.
Лиз Нобле окончательно покинула балетную сцену в 1841 году по смерти её постоянного и верного спутника-кавалера, бывшего наполеоновского генерала Мишеля Клапареда, скончавшегося 23 октября 1842.

## Признание
Портрет Нобле с обозначением года её дебюта (1817, в действительности дебютировала в 1819-м), написанный Гюставом Буланже по литографии Анри Греведона, располагается на фризе Танцевального фойе Гранд-Опера среди других двадцати портретов выдающихся танцовщиц Оперы конца XVII — середины XIX веков.

## Репертуар
Среди балетных партий Нобле в парижской Опере:
- 1823 — «Ветреный паж» (Le Page inconstant), балетмейстер Ж.-П.Омер по хореографии Доберваля
- 11 июня 1827 — «Сицилиец, или Любовь-художник» (Le Sicilien ou l’Amour peintre) на музыку Фернандо Сора в исполнении Жана Шнейцхоффера (Jean Schneitzhoeffer)
- 29 февраля 1828 — «Немая из Портичи» композитора Обера — Фенелла
- 27 августа 1829 — «Спящая красавица» композитора Ф.Герольда, балетмейстер Ж.-П.Омер — одна из нимф
- 1829 — «Тщетная предосторожность» (La Fille mal gardée), балетмейстер Ж.-П.Омер по хореографии Ж.Доберваля
- 1830 — «Манон Леско», балетмейстер Ж.-П. Омер
- 12 марта 1832 — «Сильфида» на музыку Шнейцхоффера[4], постановка Филиппо Тальони — Эффи
- 1833 — «Восстание в Серале», балетмейстер Филиппо Тальони
- 21 сентября 1836 — «Дева Дуная» композитора А. Адана, автор либретто и балетмейстер Ф. Тальони — Дама фестиваля